# IC 781
IC 781 ist eine linsenförmige Zwerggalaxie vom Hubble-Typ S0/a im Sternbild Coma Berenices am Nordsternhimmel. Sie ist schätzungsweise 59 Millionen Lichtjahre von der Milchstraße entfernt und hat einen Durchmesser von etwa 20.000 Lichtjahren. Die Galaxie wird unter der Katalognummer VVC 389 als Mitglied des Virgo-Galaxienhaufens gelistet.

Im selben Himmelsareal befinden sich u. a. die Galaxien NGC 4254, NGC 4262, NGC 4298, NGC 4302.
Das Objekt wurde am 10. Mai 1888 vom französischen Astronomen Guillaume Bigourdan entdeckt.